# Jón Einarsson
Jón Einarsson gelgja (m. 1306) fue un caudillo medieval y lagman (lögsögumaður) de Islandia en el siglo XIII. Pertenecía al clan familiar de los Haukdælir. Desempeñó su cargo en dos ocasiones, la primera en 1267 y la segunda entre 1269 y 1270. Fue probablemente hijo de Einar Þorvaldsson (m. 1240) y por lo tanto hermano de Teitur Einarsson. Estuvo un largo periodo en Noruega donde acabó de compilar las leyes en un libro único que lleva su nombre Jónsbók durante el periodo de anexión de Islandia y Noruega. Cuando Sturla Þórðarson no pudo desempeñar su oficio de jurista adecuadamente, Jón le asistió entre 1277 y 1294 al sur y este de la isla. En una carta escrita al obispo noruego, Sturla menciona que Jón desempeñaba una labor muy eficiente y de forma sabia. Medió a menudo en los conflictos del obispo Árni Þorláksson de Skálholt, que tenía órdenes de su superior de Noruega para retirar la propiedad donde se ubicaban los recintos sagrados de las manos de los caudillos locales, un proceso histórico conocido como Staðamál.